# Schrödersche Lüftung
Die Schrödersche Lüftung, benannt nach dem Berliner Zahnarzt Hermann Schröder, obwohl sie bereits im 19. Jahrhundert von Desirabode, Shadoan und Farrar beschrieben wurde, ist eine sehr selten durchgeführte chirurgische Behandlungsmaßnahme im Ober- oder Unterkiefer. Sie ist auch unter der Bezeichnung apikale Lüftung (engl.: cortical trephination) bekannt.

## Indikation
Bei einer akuten apikalen Parodontitis ist ein Abfluss des Sekretes (Eiter) nach einer Trepanation des Zahnes durch den Wurzelkanal nicht immer zu erreichen oder ausreichend. Das gilt z. B. auch für bereits wurzelgefüllte Zähne. In diesem Stadium der Entzündung würde auch eine Inzision keine Entlastung bringen, weil der Prozess noch nicht in das subperiostale oder submuköse (unter der Knochenhaut oder der Schleimhaut gelegene) Gewebe vorgedrungen ist, sondern sich im Knochen in der Umgebung der Wurzelspitze ausbreitet: enostales Stadium. Weil das mit sehr heftigen Schmerzen verbunden ist, ist ein schnelles Eingreifen erforderlich.

## Operationstechnik
Nach einer Infiltrations- oder Leitungsanästhesie wird bukkal ein Schnitt von etwa 1,5 cm Länge bis direkt auf den Knochen geführt. Der Mukoperiostlappen wird mit einem Raspatorium etwas gelockert bzw. angehoben. Mit einem mittleren Rosenbohrer wird ein Kanal in den Knochen bis in die Region der Wurzelspitze gebohrt, bis sich Sekret entleert. Durch diese Druckentlastung wird eine sofortige Erleichterung erreicht.
Um die Abflussöffnung offen zu halten, wird eine Drainage mittels eines kleinen Gazestreifen durchgeführt und diese täglich gewechselt.

## Prognose
Die Schrödersche Lüftung verhindert in aller Regel eine weitere Exazerbation (Ausbreitung, Verschlimmerung) der Entzündung und führt zu einer schnellen Besserung. Nach Abklingen der Infektion ist nach ca. zwei Wochen eine Wurzelspitzenresektion oder nötigenfalls auch die Zahnentfernung möglich, Maßnahmen, die während des akuten Stadiums kontraindiziert sind.